# Yrsa Plads
Yrsa Plads er en plads på Vesterbro i København, der ligger hvor Dybbølsgade, Ingerslevgade og Skelbækgade mødes. Navnet skyldes formentlig, at den ligger ved den tidligere Café Yrsa og ejendommen Yrsa-ro.
Oprindeligt var pladsen og navnet ikke officielle, det vil sige at det ikke havde en vejkode i Københavns Kommune, men kommunen brugte selv navnet i forbindelse med behandling af forslag vedrørende pladsen. Områdefornyelsen Vesterbro og Vesterbro Lokaludvalg foreslog imidlertid at gøre navnet officielt, da det allerede brugtes af de lokale, og fordi pladsen udgør et pejlemærke i bydelen. Det blev støttet af Københavns Kommunes Vejnavnenævnet, der indstillede det til Teknik- og Miljøudvalget, der på sit møde 25. april 2016 vedtog at gøre navnet officielt med virkning fra 15. juni 2016.

## Navnets oprindelse
Pladsen ligger ved boligkarreen Yrsa-Ro. Karreen er muligvis opkaldt efter bygherrens datter, Yrsa, eller efter værtshuset Café Yrsa og er nævnt i ’Selskabet for Københavns Historie’s oversigt over folkelige gade- og stednavne. Fra 1918 til september 1943 var der en del af det senere Godthåbs Have, der også hed Yrsa Plads.